# Dracomonticola virginea
Dracomonticola virginea är en orkidéart som först beskrevs av Harry Bolus, och fick sitt nu gällande namn av Hans Peter Linder och Hubert Kurzweil. Dracomonticola virginea ingår i släktet Dracomonticola och familjen orkidéer. Inga underarter finns listade i Catalogue of Life.